# Rain (videogioco)
Rain (distribuito sul mercato asiatico col titolo Lost in the Rain), è un videogioco d'avventura sviluppato da SCE Japan Studio in esclusiva per PlayStation 3. Il gioco è stato presentato al Gamescom ed è stato distribuito in formato digitale PlayStation Network nelle varie zone del mondo tra il primo e il 3 ottobre 2013.

## Trama
Il protagonista è un bambino senza nome che si ritrova a letto malato di una febbre alta. Il bambino ripensa a cosa gli avevano detto i genitori che se fosse stato bene, lo avrebbero portato al circo. Durante una notte di pioggia il bambino sente un rumore provenire da fuori. Aprendo la finestra fa la conoscenza di una bambina sotto la pioggia. Il tempo del loro incontro tuttavia non dura a lungo, poiché all'improvviso la bambina viene braccata da un'ombra oscura e misteriosa ribattezzata dopo dal bambino come "L'Oscuro". Comprendendo che la bambina si trova in pericolo, il bambino decide di inseguirli. Svoltando l'angolo il bambino scorge che la bambina e il mostro sono passati attraverso un misterioso portale d'argento.

Oltrepassato il portale il bambino scopre di essere diventato improvvisamente invisibile e privo di voce. La sua visibilità tuttavia viene temporaneamente recuperata quando è sotto la pioggia, che delinea i contorni del suo corpo.
In questa nuova condizione il bambino apprende che esistono anche altre creature invisibili intenzionate a darli la caccia e a catturare lui e la sua nuova amica. Insieme i due bambini dovranno trovare un modo per ritornare alla loro condizione normale e uscire dalla misteriosa dimensione.
L'unica luce che illumina la città è quelle delle luna che sembra volere guidare i protagonisti a trovare una strada per scampare dal pericolo dell'oscuro.

## Modalità di gioco
Rain è un gioco d'avventura che pone il giocatore di fronte alla risoluzione di enigmi per procedere nella storia. Durante il gioco il protagonista è invisibile, ma la sua presenza è rilevabile dagli effetti che causa nell'ambiente che lo circonda (ad esempio le orme dei piedi). Inoltre la pioggia colpendo il protagonista lo renderà visibile a causa delle gocce che si depositano sulla sua pelle e sui suoi vestiti; per questo il giocatore dovrà cercare di esporsi meno possibile per riuscire a rimanere nascosto, il gioco quindi acquista anche alcuni elementi stealth

## Extra- memorie perdute
Rigiocando il gioco si possono trovare le memorie dei protagonisti che raccontano le loro storie.

## Personaggi
Bambino: È il protagonista della storia e l'unico personaggio giocabile. In una notte di pioggia a causa di una forte febbre è costretto a rimanere a letto. Rammentando che se fosse stato meglio i genitori lo avrebbero portato al circo.
Sentendo improvvisamente dei rumori provenire da fuori aprendo la finestra della camera, fa la conoscenza di una bambina sperduta nella pioggia, inseguita da un essere mostruoso ribattezzato come l'Oscuro.
Il bambino comprendendo che la bambina si trovava in pericolo decide di seguirla sotto la pioggia. Girato l'angolo della strada, la bambina e l'Oscuro passano attraverso un misterioso arco d'argento, che il testo narrante definisce "la porta che conduce nel regno della notte".
Attraversato il portale il bambino si trova in mezzo alla città completamente deserta, in cui inizia a pellegrinare alla ricerca della bambina. Più di una volta scorge la bambina per le strade, ma senza mai riuscire ad incontrarla, poiché braccata incessantemente dall'Oscuro. Grazie al suo aiuto tempestivo, il bambino riesce a salvare la bambina dal mostro. 
Verso metà del gioco il bambino riesce infine ad incontrare la bambina e insieme iniziano a collaborare per sfuggire all' Oscuro e dalle altre creature della notte e ritornare nel loro mondo.
Bambina: secondo personaggio principale del gioco. Braccata di continuo dall'Oscuro. Non è chiaro il motivo per cui si sia ritrovata sotto la pioggia nella città o perché l'oscuro la stia inseguendo. Incontra per la prima volta il bambino quando egli guarda fuori dalla finestra di casa sua. Dopo varie peripezie, la bambina riesce infine ad incontrare il bambino ed insieme collaborano per scappare dal mondo delle ombre. Verso la fine della storia si scopre che è la bambina a fare cadere la pioggia sulla città anche se il motivo non viene spiegato.

## Antagonisti
L'Oscuro
È l'antagonista principale della storia. 
Si presenta spesso nel corso del gioco come nemico principale che cerca di catturare la bambina e in altri casi, quando lo incontra, il bambino.
L'Oscuro è il sovrano del mondo delle ombre, dove sono finiti il bambino e la bambina. Verso la fine del gioco il suo mondo viene presentato come un luogo distorto, composto di palazzi di vario tipo che si fondono fra di loro o messi sotto sopra, dove tiene ingabbiate tutte creature catturate in precedenza.
L'Oscuro soffre la luce, soprattutto quella del giorno e non può andare nei luoghi dove essa regna.

## Colonna sonora
Il tema portante del gioco è Clair de lune di Claude Debussy, tratto dall'opera Suite bergamasque. Il tema è stato arrangiato dal compositore giapponese Yugo Kanno e la parte vocale è stata affidata a Connie Talbot.